# Eremoneura
— non classé —
Les Eremoneura est un taxon non-classé de diptères.

## Liste des familles
Selon NCBI (26 juillet 2019) :
- super-famille Empidoidea
  - famille Atelestidae
  - famille Brachystomatidae
  - famille Dolichopodidae Latreille, 1809
  - famille Empididae
  - famille Hybotidae

## Publication originale
- (en) David Alan Grimaldi et Jeffrey Cumming, « Brachyceran Diptera in Cretaceous Ambers and Mesozoic Diversification of the Eremoneura », Bulletin of the American Museum of Natural History, New York, Musée américain d'histoire naturelle, vol. 239,‎ 3 mai 1999, p. 1-124 (ISSN 0003-0090 et 1937-3546, OCLC 1287364, lire en ligne).